# Charles Cahier
Charles Cahier (ursprungligen Gottfried Edvard Carlsson), född 16 november 1868 i Stockholm, död 2 juni 1955 i Stockholm, var en svensk sjukgymnast och godsägare.
Charles Cahier var son till skeppsredaren Nils Christian Carlsson. Han hade en framgångsrik praktik som sjukgymnast och var direktör för fysikaliska kliniker i Wien, Nice och Paris omkring 1900, i New York under 1920-talet och i London under 1930-talet fram till 1939. Cahier var även en framstående idrottsman, främst som ryttare och seglare. 1925 köpte han Helgerums slott som han 1940 donerade till Föreningen svenska tonsättare i avsikt att skapa en motsvarighet till skådespelarnas Höstsol. Han grundade även Konsertbolaget i Stockholm och var dess förste direktör, senare styrelseordförande.
Charles Cahier var 1888-1894 gift med Lila Kaurin, 1895-1903 med Tyra Birg, 1904-1933 med Sara Layton-Walker och från 1941 med Wanja Erman.